# Pietro Loro Piana
Pietro Antonio Loro Piana (Trivero, 6 settembre 1883 – Cadeo, 10 luglio 1941) è stato un ingegnere e imprenditore italiano, fondatore dell'omonima società tessile.

## Biografia
Figlio di Giacomo Loro Piana e di Clementina Zignone, insieme ai genitori si trasferisce ancora giovane in Valsesia dalla natìa Trivero. Qui importa la tradizione laniera del Biellese che la famiglia coltivava già da decenni. A Quarona, proprio nel cuore della regione tessile vercellese, dove lavora e risiede, gestisce come comproprietario le ditte "Lora & C." e "Zignone & C."
Strenuo sostenitore dello sviluppo ingegneristico applicato al processo produttivo ed all'innovazione tecnologica del prodotto, nel 1924 fonda la società  "Ing. Loro Piana & C.", divenuta poi l'attuale Loro Piana s.p.a., colosso della moda italiana e tra le maggiori società nel mondo produttrici di capi d'abbigliamento in cashmere.
Muore nel 1941.